# Prawo lotnicze
Prawo lotnicze – gałąź prawa regulująca stosunki prawne z zakresu lotnictwa cywilnego.

## Źródła prawa lotniczego
Źródłami prawa lotniczego są powszechnie uznawane zasady prawa międzynarodowego, światowe i regionalne traktaty międzynarodowe, dwustronne umowy między państwami oraz ustawy wewnętrzne państw. Mnogość źródeł prawa lotniczego powoduje trudności we właściwym stosowaniu tego prawa i rodzi czasem kolizje (konflikt norm w czasie lub przestrzeni albo zarówno w czasie, jak i przestrzeni).

## Prawo lotnicze w Polsce

### Historia
17 marca 1928 weszło w życie rozporządzenie z mocą ustawy „o prawie lotniczem” sygnowane przez prezydenta Ignacego Mościckiego. Tuż po zakończeniu II wojny światowej władze komunistyczne nieznacznie zmieniły dotychczasowe prawo lotnicze. W roku 1962 rozporządzenie z okresu II Rzeczypospolitej zastąpiła nowa ustawa Prawo lotnicze. Obowiązywała ona przez 40 lat i została zastąpiona przez niżej omawianą ustawę o tym samym tytule.
Polskie krajowe prawo lotnicze jest uregulowane ratyfikowanymi przez Polskę umowami międzynarodowymi, obowiązującymi w Polsce rozporządzeniami i dyrektywami Unii Europejskiej, ustawą Prawo lotnicze (dalej: ustawa) oraz rozporządzeniami wydanymi do tej ustawy, a także decyzjami, wytycznymi i obwieszczeniami prezesa Urzędu Lotnictwa Cywilnego.

### Ustawa – Prawo lotnicze z 2002

#### Zakres stosowania ustawy

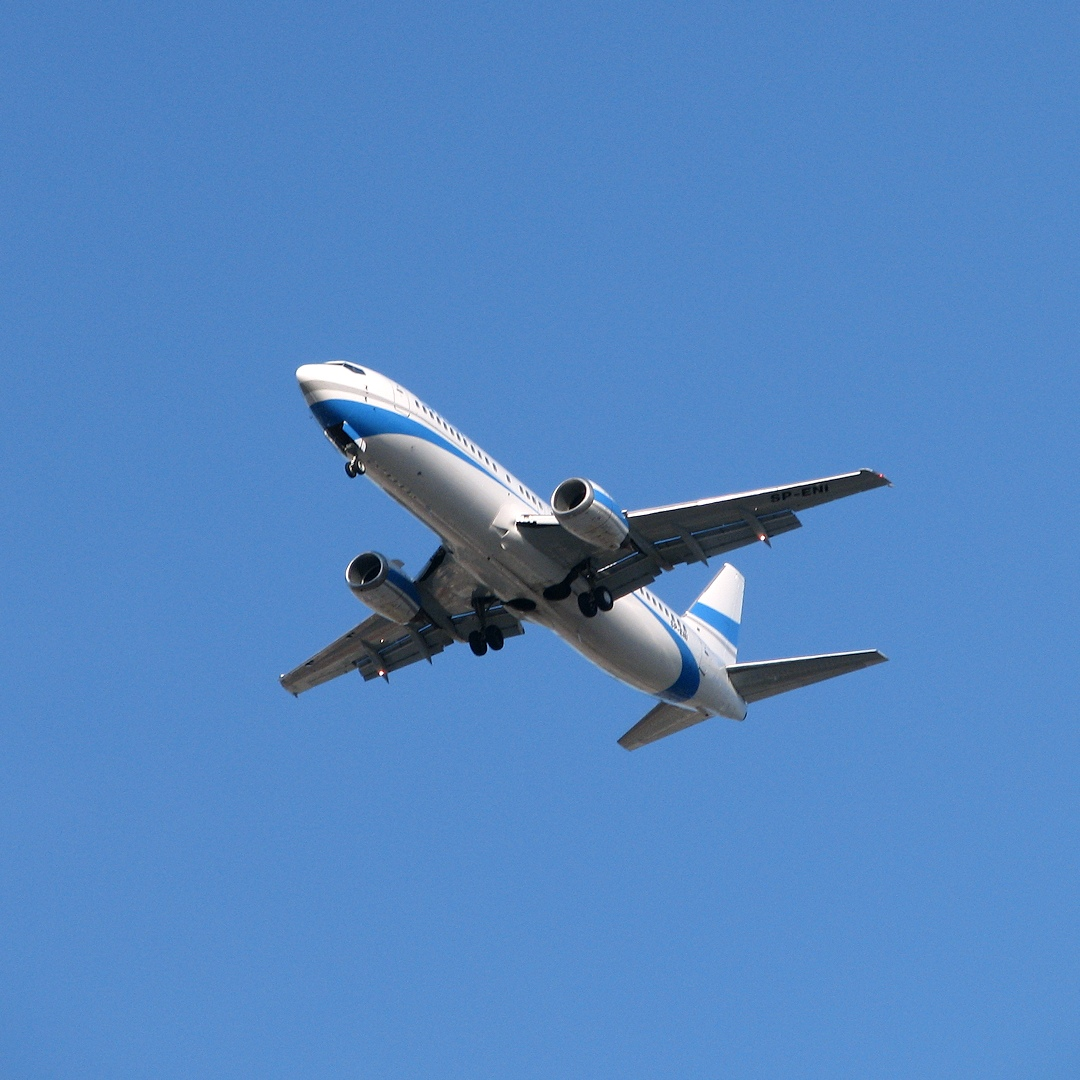

Obowiązującą ustawę stosuje się do polskiego lotnictwa cywilnego oraz, w zakresie ustalonym przez przepisy ustawy, do obcego lotnictwa cywilnego. W rozumieniu ustawy lotnictwo cywilne obejmuje wszystkie rodzaje lotnictwa, z wyjątkiem lotnictwa państwowego.

##### Lotnictwem państwowym są
- państwowe statki powietrzne (wojskowe statki powietrzne Sił Zbrojnych RP oraz Straży Granicznej, Policji i Państwowej Straży Pożarnej) oraz
- lotniska wykorzystywane wyłącznie do startów i lądowań państwowych statków powietrznych.

Ustawa wymienia jednak liczne wyjątki stosowania jej wobec lotnictwa państwowego.

#### Stosunek polskiego prawa lotniczego do umów międzynarodowych
Polska ratyfikowała Konwencję o międzynarodowym lotnictwie cywilnym. Załączniki do tej konwencji uchwala Organizacja Międzynarodowego Lotnictwa Cywilnego, a w Polsce są wdrażane poprzez oświadczenia rządowe ogłaszane w Dzienniku Ustaw.
Minister właściwy do spraw transportu w rozporządzeniach wprowadza specjalistyczne wymagania międzynarodowe (dotyczące: bezpieczeństwa lotnictwa, budowy i eksploatacji statków powietrznych oraz urządzeń infrastruktury naziemnej). Są one ustanawiane w szczególności przez: Organizację Międzynarodowego Lotnictwa Cywilnego (ICAO), Europejską Konferencję Lotnictwa Cywilnego (ECAC), Europejską Organizację do Spraw Bezpieczeństwa Żeglugi Powietrznej (Eurocontrol) oraz Agencję Unii Europejskiej ds. Bezpieczeństwa Lotniczego (EASA).

#### Zwierzchnictwo w przestrzeni powietrznej i właściwość prawa
Całkowite i wyłączne zwierzchnictwo w swojej przestrzeni powietrznej ma państwo polskie. W czasie pokoju zwierzchnictwo cywilne wykonuje minister właściwy do spraw transportu (kwestie obrony są w gestii Ministra Obrony Narodowej). W czasie wojny, stanu wojennego lub stanu wyjątkowego kompetencje zwierzchnie przejmuje w imieniu szefa MON dowódca ochrony granicy państwowej w przestrzeni powietrznej.
W ramach zwierzchnictwa zapewnia się służby żeglugi powietrznej zgodnie z prawem UE w zakresie Jednolitej Europejskiej Przestrzeni Powietrznej, umowami międzynarodowymi i innymi ustawami. Statki powietrzne, osoby i rzeczy w czasie lotu w polskiej przestrzeni i podczas pobytu w Polsce podlegają prawu polskiemu (z wyłączeniem sytuacji przewidzianych w polskim prawie). Natomiast polskie statki powietrzne wraz z osobami i rzeczami na nich podlegają polskiemu prawu także poza granicami polskiej przestrzeni powietrznej. Na obszarach o nieokreślonym zwierzchnictwie stosuje się prawo rejestracji statku powietrznego.

#### Administracja lotnictwa cywilnego
Minister właściwy do spraw transportu jest naczelnym organem rządowym w zakresie lotnictwa cywilnego. Nadzoruje polskie oraz obce lotnictwo cywilne na terytorium Polski. Wspomniany minister jest także nadzorcą prezesa Urzędu Lotnictwa Cywilnego (ULC). Przy ministrze działa stała Państwowa Komisja Badania Wypadków Lotniczych (art. 17–18 ustawy określają jej strukturę, tryb działania oraz finansowanie). Organem doradczym ministra transportu jest Rada Ochrony i Ułatwień Lotnictwa Cywilnego.
Minister jest naczelnym organem, a prezes Urzędu Lotnictwa Cywilnego jest centralnym organem administracji rządowej w zakresie lotnictwa cywilnego. Ustawa określa sposób powoływania oraz zadania i kompetencje prezesa Urzędu Lotnictwa Cywilnego (art. 20–24).

#### Opłata i wpłata lotnicza
Opłaty lotnicze i wpłata lotnicza są dochodami budżetu państwa i są to dwa różne pojęcia.

##### Opłata lotnicza
Opłaty dotyczą czynności urzędowych Urzędu Lotnictwa Cywilnego (za egzaminy, zezwolenia, certyfikaty, promesy, bieżący nadzór i inne podobne).

##### Wpłata lotnicza
Wpłata lotnicza dotyczy natomiast korzystania ze służb żeglugi powietrznej i płacona jest w 12 równych ratach miesięcznych. Ewentualna egzekucja należności pieniężnych na rzecz ULC odbywa się na podstawie przepisów ustawy o postępowaniu egzekucyjnym w administracji.

#### Kontrola i postępowanie pokontrolne
ULC kontroluje firmy z branży lotnictwa cywilnego, operatorów (zarządzających) lotnisk i osoby z licencją członka personelu lotniczego. Możliwe jest, w określonych przypadkach zagrożenia, natychmiastowe zabezpieczenie i niedopuszczenie do użytkowania statku powietrznego lub urządzenia naziemnego oraz wstrzymanie lub ograniczenie eksploatacji lotniska lub lądowiska. Uprawnienia kontrolne w swoim zakresie ma także EASA oraz przedstawiciele Komisji Europejskiej.

#### Statki powietrzne i ich rejestr

##### Wpisywanie
Cywilny statek powietrzny, który ma zdatność do lotu, wymagane znaki rozpoznawcze i wpis do polskiego lub obcego rejestru statków, jest dopuszczany do wykonywania lotów. Wpis do rejestru danego państwa skutkuje przynależnością państwową statku i nadzorem przez władze lotnicze tego państwa (jeśli jest wpis w kilku rejestrach różnych państw, decyduje najwcześniejszy).

##### Przenoszenie
Możliwe jest przeniesienie do rejestru innego państwa. Jeżeli statek z obcego rejestru jest używany przez podmiot działający głównie w danym kraju, wtedy część lub całość nadzoru może być w porozumieniu przeniesiona na władze lotnicze miejsca rzeczywistego użytkowania statku. Rejestr statków cywilnych prowadzi prezes ULC. Rejestr jest jawny a zmiany w nim są dokonywane jako decyzje administracyjne.

##### Każdy wpis statku powietrznego
Wpis statku w rejestrze zawiera: rodzaj i charakterystykę statku; dane właściciela, użytkownika i pełnomocników; prawa rzeczowe ustanowione na statku; ewentualne porozumienie z obcymi władzami lotniczymi o przekazaniu nadzoru oraz znaki rejestracyjne oraz typ i numer fabryczny. Zgłoszenie do rejestru zawiera: dane właściciela i osoby faktycznie władającej, opis techniczny statku i jego fotografie, świadectwo zdatności do lotu, dokument prawa własności, ubezpieczenie OC. Szczegółowe uregulowanie dotyczące prowadzenia rejestru oraz znaków i napisów na statkach zawiera odpowiednie rozporządzenie. Czasowa umowa o używanie polskiego statku za granicą lub obcego w Polsce wymaga porozumienia władz lotniczych dwu państw i zgody prezesa ULC w zakresie utrzymania zdatności do lotu i eksploatacji statku. Jeśli taka umowa o używanie jest zawarta między przewoźnikami lotniczymi, którzy mają koncesję UE i certyfikaty AOC – zgoda prezesa ULC nie jest wymagana.

##### Klasyfikacja
Rozporządzenie wydane na podstawie art. 33 ust. 1 ustawy stanowi, że istnieje 10 klas statków powietrznych: samolot, szybowiec, motoszybowiec, śmigłowiec, wiatrakowiec, balon, sterowiec, spadochron ratowniczy, bezzałogowy statek powietrzny oraz urządzenie latające. Szef MON prowadzi odrębny rejestr statków wojskowych a szef MSWiA prowadzi rejestr statków lotnictwa służb porządkowych.

#### Dopuszczanie do lotów statków powietrznych
Ustawa zabrania wykonywania lotów bez ważnego dokumentu zdatności do lotu. Zdatność od etapu projektowania przez produkcję do eksploatacji ocenia EASA oraz, uzupełniająco, ULC. Dla statków, których nie obejmuje nadzór EASA nadzór sprawuje prezes ULC. Orzeczenia zdatność dla części i akcesoriów statków oraz świadectwa zdatności statku do lotu wydane przez EASA mają pierwszeństwo i są uzupełniane przez takowe dokumenty wydawane przez prezesa ULC. Zdatność do lotu dla statków kategorii specjalnej stwierdza prezes ULC. Certyfikaty wydane przez władze lotnicze innego państwa UE i EOG są automatycznie uznawane w Polsce. Certyfikaty innych państw mogą być uznane decyzją prezesa ULC.

#### Zakładanie i rejestr lotnisk

##### Podział
Ustawa wyróżnia lotniska użytku publicznego (otwarte dla wszystkich statków w oznaczonym czasie) oraz lotniska użytku wyłącznego (prywatne). Na lotniskach użytku wyłącznego dopuszcza się loty czarterowe (maks. 19 pasażerów, maks. 10 ton masy startowej, tylko śmigłowce lub samoloty), lokalne i inne niehandlowe Ponadto z uwagi na znaczenie w polityce krajowej wyróżnią się lotniska lokalne i ponadlokalne.

##### Zakładanie
Zezwolenie na założenie lotniska wydaje na wniosek prezes ULC. Wniosek może złożyć: organ administracji publicznej, jednostka samorządu terytorialnego, stowarzyszenie, osoba fizyczna (wymóg: stały pobyt w Polsce, kraju UE lub EOG ze znajomością języka polskiego) lub spółka kapitałowa z siedzibą w Polsce, UE albo kraju EOG (wymóg: znajomość języka polskiego jednego lub dwóch członków zarządu). Dla lotniska użytku publicznego sporządza się minimum 20-letni plan generalny jego rozwoju. Wnioskodawca może otrzymać roczną lub dłuższą promesę zezwolenia na założenie lotniska.

##### Rejestr
Jawny rejestr lotnisk cywilnych prowadzi prezes ULC, analogicznie: szef MON prowadzi rejestr lotnisk i lądowisk wojskowych a szef MSW – lotnisk i lądowisk służb porządkowych. Lotniskom użytku publicznego nadaje się – po spełnieniu wymogów dot. eksploatacji i zarządzania – certyfikat pełny lub ograniczony. Ograniczenia w certyfikacie lotniska dotyczą: rodzaju dozwolonych lotów, określenia czasu wykonywania lotów, opisu technicznego statków, które mogą lądować i startować z danego lotniska.

##### Zakup akcji
Przed nabyciem akcji w spółce zarządzającej lotniskiem użytku publicznego dających pozycję dominującą wymagane jest powiadomienie ministra transportu, który ma prawo wydać zakaz ze względu na porządek i bezpieczeństwo publiczne. Nie dotyczy to podmiotu, który dokonuje koncentracji w ramach UE – wówczas zastosowanie ma kontrola na poziomie UE.

##### Administracja
Minister transportu ma również prawo sprzeciwu wobec uchwały organu spółki-operatora (zarządzającego) lotniska użytku publicznego o znaczeniu ponadlokalnym, jeśli uchwała organu spółki-operatora (zarządzającego) dotyczy m.in.: rozporządzenia podstawowym mieniem lotniska, rozwiązania spółki, przeniesienia spółki za granicę albo zmiany przedmiotu działania spółki. Rozporządzenie wydane na podstawie art. 63 ustawy określa zasady klasyfikacji lotnisk oraz sposób prowadzenia rejestru lotnisk. Ponadto rozporządzenie dzieli lotniska na typy według różnych kryteriów. Grunty pod częścią lotniczą lotnisk międzynarodowych ze stałymi przejściami granicznymi są albo własnością państwową lub samorządową albo spółki kontrolowanej przez Skarb Państwa.

#### Eksploatacja lotnisk

##### Regulacja lotów
Statki powietrzne mogą lądować i startować z lotnisk wpisanych do rejestru i opisanych technicznie w zintegrowanym pakiecie informacji lotniczych. Operator (zarządzający) lotniska publicznego może odmówić przyjęcia statku, gdy lądowanie wiąże się z niebezpieczeństwem. Operator lotniska publicznego nie może jednak odmówić: statkowi w niebezpieczeństwie, jeśli lot jest wykonywany w celu ochrony życia, zdrowia, lot ma charakter ratowniczy, dotyczy porządku publicznego lub obronności. Statki korzystają z lotnisk publicznych na równych zasadach, bez dyskryminacji i z zachowaniem zasad uczciwej konkurencji.

##### Ochrona interesów lotniczych
W celu zapewnienia odpowiedniej reprezentacji interesów tworzone są komitety (skład: operator lotniska, służby ruchu, użytkownicy lotniska, obsługa naziemna) oraz organizacje użytkowników lotnisk. Prezes ULC wprowadza i znosi w danym porcie lotniczym koordynację lub organizację rozkładu lotów. W porcie z koordynacją rozkładu lotów prezes ULC powołuje koordynatora. Koszty pracy koordynatora i jego biura ponoszą po połowie: korzystający z lotniska przewoźnicy oraz operator (zarządzający) lotniska. Podobne zasady dotyczą wprowadzenia w porcie organizacji i organizatora rozkładu lotów.

##### Starty i lądowania
Starty i lądowania odbywają się zgodnie z instrukcją operacyjną lotniska, która zawiera opis pola wzlotów, płaszczyzn wznoszenia, lokalnych przeszkodach lotniczych, procedury podejścia i odlotu, zasady ruchu naziemnego, dane o pomocach nawigacyjnych oraz zasady i środki pomocy w niebezpieczeństwie. Instrukcję operacyjną lotniska zatwierdza prezes ULC. Zgody prezesa ULC wymaga także zmiana operatora (zarządzającego) lotniska publicznego. Jeśli lotnisko nie spełnia wymagań technicznych lub eksploatacyjnych prezes ULC może ograniczyć lub zamknąć czasowo ruch lotniczy, a nawet skreślić – po upłynięciu wyznaczonego terminu – lotnisko z rejestru. Dla ograniczenia hałasu prezes ULC może – po uzgodnieniu z lokalnie zainteresowanymi stronami – ograniczyć ruch odrzutowców na lotnisku (zakaz zwiększania liczby operacji lotniczych a później nawet nakaz zmniejszania liczby tych operacji). Lotnisko jest wykreślane z rejestru: na wniosek, gdy trwale zaprzestano eksploatacji lub w przypadku rażącego naruszenia ustawy.

##### Lotnictwo międzynarodowe
Statki powietrzne wykonujące loty międzynarodowe startują i lądują na lotniskach międzynarodowych, których wykaz określa rozporządzenie (w 2015 w Polsce było 20 lotnisk międzynarodowych).

##### Regulacja opłat
Operator (zarządzający) lotniska pobiera za korzystanie z obiektów, urządzeń i usług opłatę lotniskową. Opłaty lotniskowe nie są pobierane: za obsługę pasażerów o ograniczonej sprawności. Operator lotniska może ustanowić także opłatę hałasową przeznaczoną na pomiar, zapobieganie i usuwanie skutków emisji hałasu do otoczenia. Opłaty lotniskowej nie pobiera się także od niezarobkowych lotów dla ratowania życia lub zdrowia (status lotu HOSP – pomoc medyczna, SAR – lot ratowniczy, HUM – lot w akcji humanitarnej), w celu ochrony granic, przywrócenia bezpieczeństwa i porządku publicznego (status lotu STATE – misja wojskowa, policyjna, celna, lot GARDA – lot w zakresie bezpieczeństwa i porządku powszechnego) lub loty najwyższych władz państwowych (status lotu HEAD – nadaje dla polskich władz szef BOR). Operator lotniska konsultuje projekt taryfy opłat lotniskowych z przewoźnikami stale korzystającymi z lotniska (stawki, zasady naliczania, zniżki).

##### Wspólny system opłat
Operator zarządzający grupą lotnisk może wnioskować do właściwego ministra o ustanowienie sieci lotnisk ze wspólnym systemem opłat lotniskowych. Jeśli wspólny system opłat ma objąć także lotnisko obsługujące ponad 5 mln pasażerów rocznie lub najwięcej w kraju – wtedy wymagane jest poinformowanie Komisji Europejskiej. Projekt taryfy opłat jest obowiązkowo przedstawiany prezesowi ULC, który akceptuje poprzez brak zastrzeżeń. Taryfa musi być podana do publicznej wiadomości.

##### Szkodliwość
Jeśli statek czyni szkodę na lotnisku lub jego użytkownik nie uregulował w terminie opłat lotniskowych operator danego lotniska może tymczasowo zatrzymać statek oraz odmówić prawa do korzystania z usług i urządzeń lotniska.

##### Ochrona
Operator odpowiada za ochronę lotniska i co roku przedstawia prezesowi ULC program ochrony lotniska. Przepisy porządkowe operatora obowiązują wszystkie osoby przebywające na lotnisku.

#### Ratownictwo i ochrona przeciwpożarowa lotnisk
Operator lotniska zapewnia i utrzymuje system ratownictwa i ochrony przeciwpożarowej oraz opracowuje plan działania w zagrożeniu, w którym m.in. ustala zasady koordynacji działań ratowniczych służb publicznych.

#### Otoczenie lotniska, urządzenia naziemne, lądowiska
Ustawa definiuje, że urządzeniem naziemnych jest obiekt i urządzenie służące do kierowania, kontroli, nadzoru i zabezpieczania ruchu lotniczego. Takie urządzenia są lokowane, za ogrodzeniem, także na nieruchomościach sąsiadujących z lotniskiem. Jeśli obiekt budowlany lub naturalny zagraża bezpieczeństwu ruchu lotniczego nazywany jest przeszkodą lotniczą. Takie przeszkody są zgłaszane prezesowi ULC i oznakowane. Ustawa określa szereg ograniczeń w otoczeniu lotniska ze względów bezpieczeństwa wykonywania lotów. prezes ULC prowadzi jawny rejestr lotniczych urządzeń naziemnych służących zabezpieczaniu żeglugi powietrznej, tj. urządzeń: łączności, radiolokacji, radionawigacji, wzrokowych pomocy nawigacyjnych, systemów pomiarów meteorologicznych oraz systemów przetwarzania danych. Z lądowisk mogą korzystać statki, których parametry techniczne pozwalają na bezpieczny start i lądowanie. Rejestr lądowisk prowadzi prezes ULC.

#### Licencje i świadectwa, dowódca i załoga statku
Loty i czynności pokrewne może wykonywać osoba z ważną licencją lub świadectwem kwalifikacji oraz uczestnik szkolenia lotniczego lub zajęć rekreacyjnych na lotni oraz paralotni.

##### Wymagania licencji
Ustawa wymienia szereg specjalności wymagających licencji. Wśród nich: pilot (samolotowy, śmigłowcowy, pionowzlotu, wiatrakowca, sterowca, balonu, szybowcowy), nawigator lotniczy, mechanik pokładowy, radiooperator pokładowy, kontroler ruchu lotniczego i inni. Mniejszą rangę i mniejsze wymagania od licencji ma świadectwo kwalifikacji, które wydawane są m.in. dla pilota lotni, paralotni, motolotni albo skoczka spadochronowego. Podmioty szkolące kandydatów do uzyskania świadectwa podlegają rejestracji i nadzorowi prezesa ULC. Warunkiem otrzymania licencji jest pozytywny wynik testu z zakresu wiedzy i umiejętności oraz pozytywny wynik badania lotniczo-lekarskiego. Warto zanotować, że według ustawy czas lotu śmigłowcem rozpoczyna się w chwili uruchomienia wirnika nośnego i kończy wraz z jego zatrzymaniem.

##### Zasady lotów
Każdy lot z załogą musi mieć dowódcę. Dowódcą jest także osoba samodzielnie wykonująca lot.Dowódca ma obowiązek udzielić pomocy innemu statkowi w powietrzu lub na morzu w takim stopniu, w jakim nie naraża to na niebezpieczeństwo powierzonego mu statku i osób, chyba że wie, że kto inny udziela pomocy w lepszy sposób.

#### Korzystanie z przestrzeni powietrznej i organizacja ruchu lotniczego
Zasadą polskiej przestrzeni powietrznej jest swoboda lotów cywilnych i równy dostęp dla użytkowników. Ograniczenia tej zasady nie mogą naruszać wiążących Polskę przepisów międzynarodowych. Rząd RP może wprowadzić ograniczenia z uwagi na: ważny interes polityki zagranicznej, obronność i bezpieczeństwo kraju, istotny interes gospodarczy albo z powodu zobowiązań wynikających z umów międzynarodowych (np. uchwała Rady Bezpieczeństwa ONZ). W polskiej przestrzeni działają służby żeglugi powietrznej, a w obrębie lotnisk działają cywilne lub wojskowe służby ruchu lotniczego. Przestrzeń podzielona jest na kontrolowana i niekontrolowaną. Zapewnione są służby ratownicze. Użytkownik polskiej przestrzeni podlega poleceniom służb ruchu lotniczego, dowództwa obrony powietrznej i statków wojskowych. Znaków i sygnałów lotniczych wolno używać tylko w określonym celu.

##### Statki bezzałogowe
Loty statków bezzałogowych (UAV) są w polskiej przestrzeni powietrznej dozwolone. Warunkiem jest wyposażenie takiego statku w urządzenia nawigacji i łączności, jak w statku załogowym w sytuacji lotu z widocznością (VFR) lub lotu według wskazań przyrządów (IFR) w danej klasie przestrzeni. Wyjątkiem są bezzałogowe statki powietrzne, których masa startowa nie przekracza 25 kg. Są one ogólnie dopuszczone do lotów w celach rekreacyjnych lub sportowych, bez obowiązku posiadania pozwolenia czy świadectwa kwalifikacji.

#### Służby żeglugi powietrznej
Służby żeglugi są wyznaczane i certyfikowane zgodnie z normami Unii Europejskiej. Państwowym organem wykonującym zadania z zakresu służby żeglugi powietrznej jest od 1 kwietnia 2007 Polska Agencja Żeglugi Powietrznej. Instytucje służb żeglugi świadczą swoje usługi za opłatę nawigacyjną zatwierdzaną przez prezesa ULC.

#### Bezpieczeństwo lotów, badanie wypadków i incydentów

##### Badania
Państwowa Komisja Badania Wypadków Lotniczych (art. 17) oraz Komisja Badania Wypadków Lotniczych Lotnictwa Państwowego (art. 140) nie orzekają co do winy i odpowiedzialności. Dla komisji wypadków cywilnych właściwy jest Sąd Okręgowy w Warszawie, natomiast dla komisji wypadków lotnictwa państwowego właściwy jest Wojskowy Sąd Okręgowy w Poznaniu (art. 134). Ustawa definiuje wypadek lotniczy w wymiarze czasu i okoliczności. Czas wypadku rozciągać się może tylko od chwili wejście pierwszej osoby na pokład statku z zamiarem lotu do chwili opuszczenia statku przez ostatnią osobę. Wypadkiem jest tylko zdarzenie powiązane z eksploatacją statku.

##### Wypadek lotniczyma miejsce, jeśli
- jakakolwiek osoba doznała przynajmniej poważnych obrażeń w wyniku pobytu na pokładzie, bezpośredniego zetknięcia z jakąkolwiek częścią statku lub w wyniku działania strumienia gazów wywołanego przez statek
- statek został uszkodzony (naruszenie trwałości konstrukcji, pogorszenie cech lotnych lub technicznych statku, uszkodzenie wymagające poważnego remontu lub wymiany elementu) z wyłączeniem typowych dla eksploatacji awarii
- statek zaginął lub jest w miejscu niedostępnym.

##### Inne zagrożenia

###### Incydenty lotnicze
Incydentem lotniczym jest zdarzenie inne niż wypadek lotniczy, związane z eksploatacją statku powietrznego, które ma wpływ lub mogłoby mieć wpływ na jej bezpieczeństwo (art. 134 ust. 5).

###### Obowiązki
Istnieje szeroki obowiązek wielu podmiotów informowania komisji lotnictwa cywilnego o istotnych zdarzeniach oraz do współdziałania z nią i udzielania niezbędnej pomocy. Raport końcowy komisji wraz z uchwałą trafia do ministra ds. transportu.

###### Badania zagraniczne
Komisja lotnictwa państwowego bada przyczyny i okoliczności wypadku oraz wydaje zalecenia i wnioski na przyszłość. Komisja lotnictwa państwowego może badać wypadek lub poważny incydent poza terytorium RP jeśli przewiduje to umowa międzynarodowa, której stroną jest Polska albo jeśli właściwy organ obcego państwa uprawni komisję do działania lub jeśli właściwy organ obcy nie podjął działania.

###### ASAR
Poszukiwaniem i ratowaniem statków w niebezpieczeństwie, pomocą załodze i pasażerom zajmuje się służba nazywana w ustawie ASAR. Jednostkami ASAR są: cywilno-wojskowy ośrodek koordynacji (w ramach PAŻP), lotnicze zespoły ratownicze (zapewnia MON) oraz punkty alarmowe. Pokładowe i osobiste nadajniki sygnału bezpieczeństwa (współdziałające z systemem Cospas-Sarsat) są zgłaszane i rejestrowane przez prezesa ULC.

#### Loty międzynarodowe

##### Statek w locie międzynarodowym
- musi przestrzegać prawa terytorium, nad którym odbywa lot
- nie może przekraczać granicy państwa bez zezwolenia
- nie może wykonywać działań bezprawnych
- musi wykonywać polecenia organu władzy danej przestrzeni oraz polecenia statku państwowego danej przestrzeni.

##### Loty handlowe
Międzynarodowy lot handlowy obcego przewoźnika z lądowaniem na terytorium RP wymaga zezwolenia. Nie wymagają zgody międzynarodowe loty: niehandlowe polskich statków cywilnych, nieregularne i niehandlowe statku z państwa-strony konwencji chicagowskiej, regularne tranzytowe z państw-stron Układu o tranzycie służb powietrznych oraz inne loty obcych statków, jeśli zezwolenie wynika wyraźnie z umowy międzynarodowej, którą Polska ratyfikowała. W innych przypadkach wniosek o zezwolenie składa się najpóźniej 48 godzin przed przekroczeniem granicy polskiej przestrzeni powietrznej. Możliwe jest tymczasowe zezwolenie na lot statku, który nie ma lub nie spełnia warunków zdatności do lotu, jeśli to nie zagraża bezpieczeństwu. Loty obce państwowe lub dyplomatyczne podlegają wymogowi zezwolenia za pośrednictwem ministerstwa spraw zagranicznych RP. Zezwolenia prezesa ULC wymaga także lot obcego cywilnego statku bezzałogowego (art. 149).

##### Statki za granicą
Stały pobyt i eksploatację polskiego statku za granicą lub obcego statku w Polsce należy zgłosić prezesowi ULC (art. 151). Właściciel lub użytkownik obcego statku może, za zgodą prezesa ULC, brać udział w akcji poszukiwania lub udzielenia pomocy na terenie Polski. Jeśli statek w locie międzynarodowym ląduje przymusowo na terenie Polski, dowódca statku zawiadamia najbliższą jednostkę Policji lub administracji publiczną. Dalszy lot jest możliwy wyłącznie za zezwoleniem organów celnych i ochrony granic. wobec obcego statku może być przeprowadzona inspekcja, jeśli są uzasadnione podejrzenia naruszeń prawa międzynarodowego. W razie stwierdzenia naruszeń statek jest zabezpieczany na polskim lotnisku do czasu usunięcia naruszenia prawa międzynarodowego albo dany statek lub wszystkie statki danego przewoźnika otrzymują czasowy zakaz wlotu do Polski.

#### Nadzór i certyfikacja eksploatacji statków
Nadzór nad eksploatacją statków obejmuje bezpieczeństwo (zasady eksploatacji i zdatność do lotu). Za bezpieczną eksploatację odpowiada użytkownik statku. Niezależnie od użytkownika odpowiedzialność ponosi także dowódca statku.

##### Działalność lotnicza podlegająca certyfikacji
- przewóz lotniczy (samolotem, śmigłowcem, balonem, szybowcem)
- inne usługi lotnicze z wymogiem zdatności do lotu
- szkolenie personelu lotniczego
- lotnisko publiczne i jego eksploatacja
- obsługa naziemna statków
- projektowanie, produkcja i obsługa techniczna statków i innego sprzętu lotniczego
- inna działalność, jeśli certyfikatu wymaga przepis lub umowa międzynarodowa albo prawo UE
- służba żeglugi powietrznej w Jednolitej Europejskiej Przestrzeni Powietrznej

##### Certyfikacja
Certyfikację przeprowadza co do zasady prezes ULC, który wydaje certyfikat, odmawia jego wydania, zawiesza ważność, ogranicza uprawnienia wynikające z niego i cofa certyfikat. Służby ULC przeprowadzają okresowe kontrole w zakresie spełniania wymagań zapisanych w certyfikacie. Certyfikat wydany według prawa UE nie wymaga uznania, inne tego wymagają.

#### Lotnicza działalność gospodarcza
Koncesje na przewóz lotniczy wydaje na wniosek prezes ULC (art. 164). Podstawowe znaczenie ma tutaj prawo UE zawarte w rozporządzeniu nr 1008/2008/WE. Prezes ULC udziela koncesji, odmawia udzielenia koncesji, zmienia (ogranicza przedmiot, zakres lub obszar działalności), zawiesza koncesję na określony czas, wydaje koncesję tymczasową albo cofa koncesję (art. 171). Nie wymaga koncesji działalność gospodarcza w zakresie: lotów lokalnych i przewozu lotniczego statkiem bez silnika lub o maksymalnej masie startowej do 495 kg. Ten, komu przyznano koncesję jest koncesjonariuszem. Polski przewoźnik lotniczy ma obowiązek przekazać prezesowi ULC kopię ubezpieczenia OC na okres bieżący i przyszły.

##### Obsługa
Ustawa dalej określa zezwolenia, które są obowiązkowe dla operatora (zarządzającego) lotniska oraz obsługi naziemnej. Obsługa naziemna obejmuje administrację naziemną i nadzór, obsługę pasażerów, bagażu, towarów lub poczty, obsługę płytową, statków (tankowanie i utrzymanie statku), obsługę operacji lotniczych i spraw administracyjnych dot. załogi, transportu naziemnego oraz zaopatrzenia w żywność i napoje (catering). Firmy obsługi naziemnej mają swobodny dostęp do rynku zleceń obsługi naziemnej. Ograniczenia liczby firmy obsługi naziemnej na lotnisku o dużym ruchu lub obrocie towaru może wprowadzić prezes ULC, a na pozostałych lotniskach – ich operatorzy. Wybór firm-agentów obsługi naziemnej odbywa się w formie konkursu z zachowaniem zasady niedyskryminacji i uczciwej konkurencji.

##### Dopłaty
Jeśli lotnisko jest nierentowne, ale ważne dla miasta i regionu, samorząd wojewódzki może wnioskować do prezesa ULC o ustanowienie dopłat dla operatora takiego lotniska lub innych zachęt materialnych. Dopłaty pokrywa wnioskujący samorząd regionu.
W sprawach nieuregulowanych w zakresie lotniczej działalności gospodarczej stosuje się ustawę z dnia 6 marca 2018 r. – Prawo przedsiębiorców (Dz.U. z 2023 r. poz. 221).

#### Ochrona lotnictwa cywilnego
Ochrona lotnictwa cywilnego podlega odrębnym ustawom, umowom i przepisom międzynarodowym oraz omawianej tu ustawie. Przewoźnik wykonujący lot wysokiego ryzyka ma obowiązek zapewnić na pokładzie statku wartę ochronną Straży Granicznej. Kontrolę bezpieczeństwa wykonuje na lotnisku jego operator (kontroli osób, bagażu, ładunków, poczty, zaopatrzenia pokładowego i zaopatrzenia portu) oraz zarejestrowany agent i zarejestrowany dostawca zaopatrzenia pokładowego (tych wyznacza na wniosek prezes ULC). W nadzorze bezpieczeństwa współdziała Straż Graniczna. Zadania kontroli bezpieczeństwa wykonuje dla operatora portu służba ochrony lotniska (kontrola osób, bagażu, ładunków, zaopatrzenia, dostępu do stref zastrzeżonych, przepustki, współdziałanie z Policją i Strażą Graniczną). Od osób sprawujących kontrolę bezpieczeństwa wymagany jest certyfikat operatora kontroli bezpieczeństwa wydany przez prezesa ULC. Odpowiednio do rodzaju portu, operacji na nim wykonywanych i oceny ryzyka wymagany jest program ochrony lotniska. Kontrolę jakości w zakresie ochrony na rzecz prezesa ULC wykonuje certyfikowany audytor krajowy. Kontrolę jakości w zakresie ochrony lotnictwa cywilnego w firmach tej branży sprawują certyfikowani audytorzy wewnętrzni. Procedury w lotnictwie cywilnym uzgadnia gremium wielu podmiotów w ramach Rady Ochrony i Ułatwień Lotnictwa Cywilnego.

#### Przewóz lotniczy
Przepisy ustawy o przewozie lotniczym odnoszą się do przewozów krajowych oraz, jeśli nie są inaczej uregulowane, do przewozów międzynarodowych. Jeśli przewóz regularny lub seria nieregularnych odbywa się także na terenie obcego państwa, wówczas polski przewoźnik musi mieć upoważnienie prezesa ULC. Takie upoważnienie nie jest wymagane dla przewozu w obrębie Europejskiego Obszaru Gospodarczego (EOG) i Szwajcarii. Jeśli o upoważnienie występuje na danej trasie dwóch lub więcej przewoźników, wtedy prezes ULC przeprowadza konkurs. Upoważnienia nie otrzymują przewoźnicy widniejący na unijnym wykazie przewoźników z zakazem wykonywania przewozów na terenie UE. Między Polską a krajem poza obszarem EOG i Szwajcarii przewozy regularne i serie nieregularnych może również wykonywać przewoźnik z innego kraju UE jeśli: ma koncesję innego państwa UE, ma bazę operacyjną w Polsce, skutecznie i rzeczywiście wykonuje działalność lotniczą, ma trwale i stale struktury w Polsce oraz utrzymuje w Polsce stały personel bezpieczeństwa i ochrony.

##### Loty poza EOG
Zezwolenia dla przewoźników spoza obszaru EOG wydawane są z zachowaniem m.in. zasady wzajemności (podobnego traktowania polskich przewoźników w danym państwie obcym). Minister transportu może ustanowić obowiązek użyteczności publicznej dla wybranego regularnego połączenia lotniczego w kraju lub między portem w kraju a portem na terenie UE. Jeśli wymaga to wsparcia finansowego państwa (rekompensaty dla przewoźnika), wtedy środki przekazuje prezes ULC (oraz czasem właściwy wojewoda lub samorząd regionu).

##### Harmonogram
Przewoźnik lotniczy podaje do publicznej wiadomości rozkład regularnych lotów. Natomiast przed każdym sezonem rozkładowym przewoźnicy przedstawiają prezesowi ULC rozkład albo program lotów. Rozkład lotów przewoźnika z koncesją spoza UE i EOG podlega zatwierdzeniu. Przewoźnik spoza strefy Schengen ma obowiązek przekazania komendantowi placówki Straży Granicznej danych o pasażerach lotu międzynarodowego lądującego na terenie Polski. Przewoźnik informuje o przekazaniu danych pasażerów najpóźniej w chwili lądowania (pasażer ma prawo do wglądu w dane o sobie u przewoźnika i ich poprawienia). Dane są usuwane w ciągu 24 godzin po wylądowaniu. Do spraw z zakresu przewozu lotniczego nieuregulowanych w omawianej ustawie lub normach międzynarodowych stosuje się przepisy o ochronie konkurencji i konsumentów.

#### Ochrona praw pasażerów
Prawa pasażera zapisane są w trzech rozporządzeniach unijnych. Ochroną praw pasażerów zajmuje się Urząd Lotnictwa Cywilnego. Skargi pasażerów rozpatruje komórka tego urzędu – Komisja Ochrony Praw Pasażerów. Skarga może być złożona w języku polskim lub angielskim. Do skargi załącza się:
- kopię reklamacji do przewoźnika
- kopię odpowiedzi od przewoźnika (lub oświadczenie, że przewoźnik nie odpowiedział w regulaminowym terminie)
- kopię rezerwacji na dany lot
- oświadczenie o zgodności kopii z oryginałami

Skargę można złożyć po 30 dniach od złożenia reklamacji u przewoźnika lub wcześniej, jeśli minął termin rozpatrzenia reklamacji przewidziany w regulaminie przewoźnika. Ciężar udowodnienia, że uprawnienia pasażera nie zostały naruszone, obciąża przewoźnika.

#### Odpowiedzialność cywilna, ubezpieczenia OC, przepisy karne
Jeśli ruch (np. lot lub start) statku powietrznego wywołał szkodę to zachodzi cywilna odpowiedzialność na zasadzie ryzyka. Odpowiedzialność za szkody ponosi ten, kto używał statku w czasie spowodowania szkody. Przelot wykonany zgodnie z przepisami nie rodzi odpowiedzialności cywilnej. Na zasadzie winy odpowiada osoba, która spowodowała szkodę. Solidarnie z taką osobą odpowiada osoba wpisana do rejestru statków jako użytkownik.
Przewoźnik lotniczy odpowiada za szkody w przewozie pasażerów, bagażu i towarów na zasadach określonych w umowach międzynarodowych ratyfikowanych przez Polskę, nawet jeśli przewóz nie jest objęty taką umową. W razie różnicy decyduje umowa ostatnio ratyfikowana.
Przewoźnik lotniczy i użytkownik statku, obsługa naziemna oraz służby żeglugi powietrznej mają obowiązek posiadania ubezpieczenia OC.
W art. 209 i dalszych ustawa wymienia szereg kar pieniężnych, kar ograniczenia wolności i więzienia za naruszenia prawa UE i polskiego.

#### Inne informacje
Ustawa zlikwidowała Główny Inspektorat Lotnictwa Cywilnego i zastąpiła go Urzędem Lotnictwa Cywilnego. Integralną częścią ustawy jest 5 załączników ustalających wysokość kar za naruszenia wskazanych przepisów prawa lotniczego UE oraz załącznik nr 6, objaśnienia terminów oraz 3 tabele ze stawkami za poszczególne czynności urzędowe.
Ustawę nowelizowano wielokrotnie. Ostatnia zmiana weszła w życie w 2025 roku.